# Dirk Mulder
Dirk Mulder (Vriescheloo, 1953) is een Nederlands schrijver en historicus die zich specialiseert in de Tweede Wereldoorlog.

## Levensloop
Mulder werd geboren in Vriescheloo en groeide op in een conservatief gereformeerd onderwijzersgezin. Hij volgde een universitaire studie geschiedenis. Daarna was hij jarenlang leraar Nederlands en geschiedenis aan een school in Hoogezand. Hij ging in 1986 werken bij Herinneringscentrum Kamp Westerbork waar hij 1991 directeur werd. Hij vervulde deze functie tot 2019. Sindsdien werkt hij als columnist en schrijver.

## Publicaties
- (1995) Verhalen uit kamp Westerbork
- (1996) Lachen in het donker
- (1998) Portretten van overleven
- (1999) Vluchtelingenkamp Westerbork
- (2001) Welkom in Holland!
- (2002) Groeten uit Schattenberg
- (2004) We zouden nog naar Noorwegen